# Ivano Balić
Ivano Balić (ur. 1 kwietnia 1979 w Splicie) – chorwacki piłkarz ręczny, reprezentant kraju.
Przed zakończeniem kariery w czerwcu 2015 roku, występował w Bundesliga, w drużynie HSG Wetzlar (od sezonu 2013/14). Grał na pozycji środkowego rozgrywającego. W 2004 roku zdobył mistrzostwo olimpijskie, a także złoty medal mistrzostw świata w 2003 i srebrny medal w 2005. Dwukrotnie uznany najlepszym piłkarzem na świecie w 2003 i 2006 roku. Wybrano go także najlepszym sportowcem roku 2007 w Chorwacji. W 2009 roku wywalczył srebrny medal mistrzostw świata rozgrywanych w Chorwacji.
Dwukrotny wicemistrz Europy z 2008 w Norwegii i z 2010 w Austrii. Podczas ME w 2010 r. Chorwaci zostali pokonani w wielkim finale przez Francję 25:21.
W 2008 r. został wybrany chorążym reprezentacji Chorwacji na Igrzyskach Olimpijskich w Pekinie.

## Sukcesy[3]

### Mistrzostwa Europy
- (2008, 2010)

### Mistrzostwa Świata
- (2003)
- (2005, 2009)

### Igrzyska Olimpijskie
- (2004)
- (2012)

### Igrzyska Śródziemnomorskie
- (2001)

### Mistrzostwo Hiszpanii
- (2005)

### Superpuchar Hiszpanii
- (2005)

### Liga Mistrzów
- (2006)

### Klubowe Mistrzostwa Świata
- (2012)

## Nagrody indywidualne[4]
- 2003, 2006 – Najlepszy piłkarz ręczny na świecie
- 2003 – MVP Mistrzostw Świata
- 2004 – MVP Mistrzostw Europy
- 2004 – MVP Igrzysk Olimpijskich
- 2005 – MVP Mistrzostw Świata
- 2006 – MVP Mistrzostw Europy
- 2007 – MVP Mistrzostw Świata
- 2008 – Najlepszy środkowy rozgrywający Mistrzostw Europy
- 2008 – Król strzelców mistrzostw Europy (razem z Larsem Christiansenem i Nikolą Karabaticiem)

## Wyróżnienia
- 2007 – Najlepszy sportowiec roku w Chorwacji